# Championnats d'Europe de boxe amateur 1987
Navigation
Édition précédente Édition suivante
La 27e édition des championnats d'Europe de boxe amateur s'est déroulée à Turin, Italie, du 28 mai au 7 juin 1987. 

## Résultats

### Podiums
| Catégories                    | Or                  | Argent               | Bronze                                |
| Poids mi-mouches (-48 kg)     | Nshan Munchyan      | Trasimir Tschikalov  | Adrian Amzer Dragan Zivadinović       |
| Poids mouches (-51 kg)        | Andreas Tews        | János Váradi         | Andrea Mannai Johnny Bredahl          |
| Poids coqs (-54 kg)           | Aleksandar Khristov | Yuriy Aleksandrov    | René Breitbarth Jimmy Majanya         |
| Poids plumes (-57 kg)         | Mikhail Kazaryan    | László Szöke         | Regilio Tuur Jarmo Eskelinen          |
| Poids légers (-60 kg)         | Orzubek Nazarov     | Emil Chuprenski      | Daniel Maeran Michele Caldarella      |
| Poids super-légers (-63,5 kg) | Borislav Abadshiev  | Vyacheslav Yanovskiy | Søren Søndergaard Reimo van der Hoeck |
| Poids welters (-67 kg)        | Siegfried Mehnert   | Vasiliy Shishov      | Derge Petronijević Angel Stojanov     |
| Poids super-welters (-71 kg)  | Enrico Richter      | Viktor Yegorov       | Neville Brown Marian Gavrila          |
| Poids moyens (-75 kg)         | Henry Maske         | Henryk Petrich       | Ruslan Taramov Essa Hukkanen          |
| Poids mi-lourds (-81 kg)      | Yuriy Vaulin        | Rene Ryl             | Andrea Magi Lofti Çanbakis            |
| Poids lourds (-91 kg)         | Arnold Vanderlyde   | Ramzan Sebiyev       | Svilen Rusinov Luigi Gaudiano         |
| Poids super-lourds (+91 kg)   | Ulli Kaden          | Aleksandr Yagubkin   | Biagio Chianese Petar Stoimenov       |

### Tableau des médailles
| Place | Pays               | Médaille d'or, Europe | Médaille d'argent, Europe | Médaille de bronze, Europe | Total |
| ----- | ------------------ | --------------------- | ------------------------- | -------------------------- | ----- |
| 1     | Union soviétique   | 5                     | 5                         | 1                          | 11    |
| 2     | Allemagne de l'Est | 4                     | 2                         | 1                          | 7     |
| 3     | Bulgarie           | 2                     | 2                         | 3                          | 7     |
| 4     | Pays-Bas           | 1                     | 0                         | 2                          | 3     |
| 5     | Hongrie            | 0                     | 2                         | 0                          | 2     |
| 6     | Pologne            | 0                     | 1                         | 0                          | 1     |
| 7     | Italie             | 0                     | 0                         | 5                          | 5     |
| 8     | Roumanie           | 0                     | 0                         | 3                          | 3     |
| 9     | Danemark           | 0                     | 0                         | 2                          | 2     |
| 9     | Finlande           | 0                     | 0                         | 2                          | 2     |
| 9     | Yougoslavie        | 0                     | 0                         | 2                          | 2     |
| 12    | Angleterre         | 0                     | 0                         | 1                          | 1     |
| 12    | Turquie            | 0                     | 0                         | 1                          | 1     |
| 12    | Suède              | 0                     | 0                         | 1                          | 1     |
| Total | 14 pays médaillés  | 12                    | 12                        | 24                         | 48    |